# Simone de Tervagne
Simone Dupont, de son nom de plume Simone de Tervagne (au début, Simone Dupont de Tervagne), née Simone Maître le 5 février 1911 à Londres et morte le 14 janvier 1992 à Paris 9e, est une journaliste et femme de lettres française.

## Biographie
Elle est née de parents bourbonnais. Son père, François Maître (1866), et sa mère, Jeanne Henriette (1875), sont nés au Donjon, dans l'est de l'Allier. La famille réside en Grande-Bretagne, où le père est cuisinier du prince de Galles. Simone parle anglais jusqu'à l'âge de 7 ans. La famille revient en France en 1917 et s'installe au Donjon. La même année, la sœur cadette de Simone, Jeanne, y voit le jour.
Son père meurt en 1925 et c'est alors que Simone subit l'animosité d'une mère autoritaire et revêche. Vivant un calvaire permanent, elle fuit ce qu'elle nomme « cet endroit sinistre » en 1933, à 22 ans.
Elle va alors mener une carrière littéraire loin des siens et de ses racines.
En 1934, elle épouse Georges Dupont, né en 1908 à Terwagne en Belgique. Dramaturge et poète, il écrit sous son nom et sous différents noms de plume : Sully Georges, Max Hamel, Georges Dupont de Terwagne, et enfin de Tervagne — nom de plume que reprendra son épouse — dans la presse belge et française mais il est essentiellement connu pour ses pièces de théâtre.
Le couple vivra principalement à Paris, où il fréquente le tout-Paris. Il gardera néanmoins des liens étroits avec la famille et le village de Georges Dupont.
Simone exerce principalement comme journaliste (Journal de la femme, Cahiers du film, Dimanche illustré, Samedi-soir) ; elle réalise de grandes enquêtes, des reportages, des interviews pour les quotidiens France-Soir et L'Aurore. Ses articles sont relayés par la presse internationale. Elle travaille aussi pour des magazines d'un nouveau secteur de presse : la presse féminine sentimentale ou presse du cœur (Nous deux, Madrigal, Festival, Boléro...) lus par des millions de lecteurs qui suivent l'actualité des vedettes de l'époque. Elle écrit régulièrement pour Cinémonde, ce qui lui donne une confortable assise financière. Elle signe parfois Liliane Fox, puis opte définitivement pour le nom de plume de son mari. C'est sous ce pseudonyme, Simone de Tervagne, qu'elle publiera La Haine maternelle,.
Elle se fait connaître par ses romans d'amour Ève d'Amérique et Le Feu de mars. La Haine maternelle paraît aux éditions Nagel en 1947 et reçoit une critique élogieuse. Il s'agit d'un roman dont l'action se situe dans la commune du Donjon dans l'Allier. Il est largement inspiré de la jeunesse de Simone qu'elle a passée dans cette commune et au cours de laquelle, comme l'héroïne du roman, elle a subi la haine, ressentie comme injuste, de sa mère.
Après la Libération, Simone de Tervagne rencontre Valentine Dencausse, plus connue sous le nom de Madame Fraya, « la plus grande voyante du siècle », dont elle est l'amie jusqu'à la mort de cette dernière en 1954. Cette rencontre provoque un changement dans la carrière de Simone de Tervagne. Elle devient historienne et spécialiste des mystères de la clairvoyance. Ses ouvrages sur le sujet seront traduits dans le monde entier.
Simone continuera à fréquenter les artistes et autres personnalités en vue de son époque. Certains d'entre eux comme Gaby Morlay, Michel Simon, Michèle Morgan ou Renée Saint-Cyr comptent parmi ses amis intimes.
Elle meurt à son domicile le 14 janvier 1992 et elle a été inhumée au columbarium du Père-Lachaise à Paris. Les cendres de son mari, mort en 2004, seront  inhumées auprès d'elle.

## Analyse et portée de l'œuvre
Simone de Tervagne a créé les célèbres « interviews-express » bien avant la vogue des confessions radiophoniques et des digests. C'est une travailleuse acharnée. Elle prépare avec rigueur ses articles et interviews. Son roman, La Haine maternelle, est très remarqué et reçoit une critique élogieuse qui souligne le réalisme, la finesse et la clarté de style avec lequel elle traite tant du thème classique des relations mère-fille que de sujets novateurs pour l'époque : les excès d'une religiosité poussée à l'extrême, l'avortement et les attouchements sexuels imposés.
Simone de Tervagne était essentiellement une femme de plume. Elle y a consacré sa vie. Elle demeurait une personne très émancipée pour l'époque, en avance sur son temps.

## Œuvres
Romans

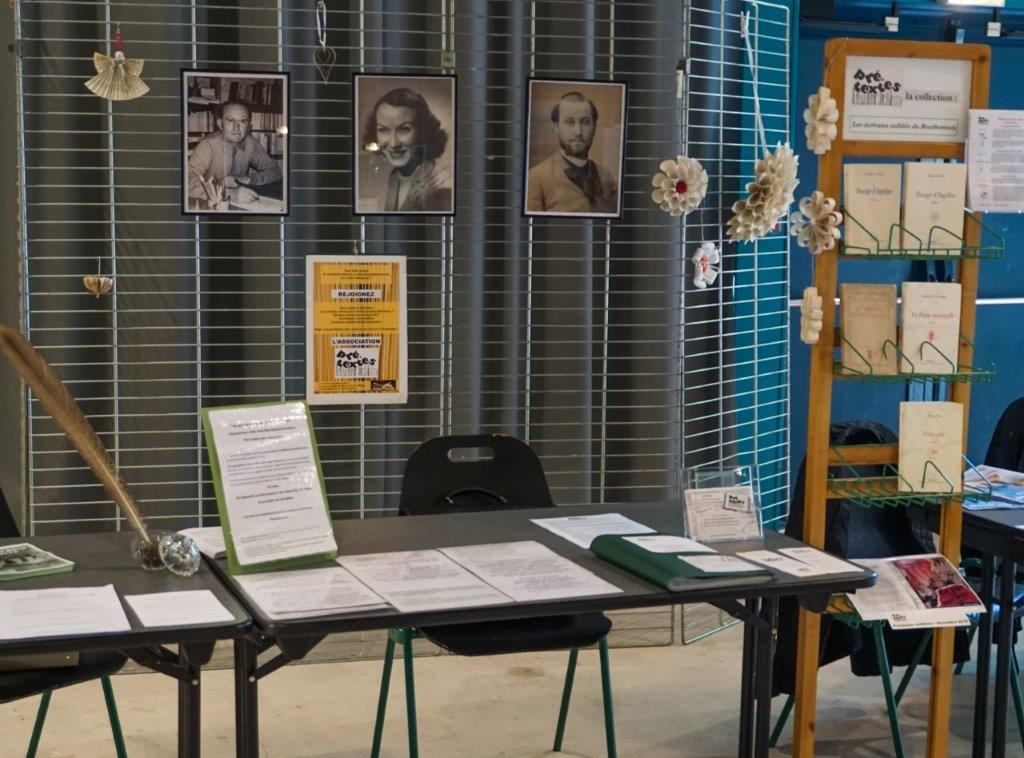
Portrait de Simone de Tervagne au centre

- Ève d'Amérique, éd. Maréchal, 1943 et éd. Chantal, 1946
- Le Feu de mars, éd. Bordas, 1946
- La Haine maternelle, éd. Nagel, 1947, éd. Pré-Textes, 2014.

Ouvrages sur la voyance
- Madame Fraya m'a dit, les confidences de la plus grande voyante du siècle, éd. Adyar, 1955
- C'était écrit dans les étoiles, éd. Oliven, 1961
- Les Exploratrices de l'invisible, éd. de Trévise, 1971
- Les Hommes politiques et leurs voyantes, éd. Jacques Grancher, 1978
- Une voyante à l'Élysée, éd. Pygmalion, 1975 et éd. Garancière, 1984
- L'Univers de la parapsychologie et de l'ésotérisme (collaboration au Tome 1), éd. Martinsart, 1975
- Le Collier magique, le pouvoir magique des bijoux et des objets, éd. du Rocher, 1982 et éd. Garancière, 1986
- L'Au-delà mène l'enquête, le testament de Madame Fraya, éd. Garancière, 1985
- Le Livre d'or de la voyance : de Madame de Thèbes à Yaguel Didier, éd. Garancière, 1986